# Kerbschnitt

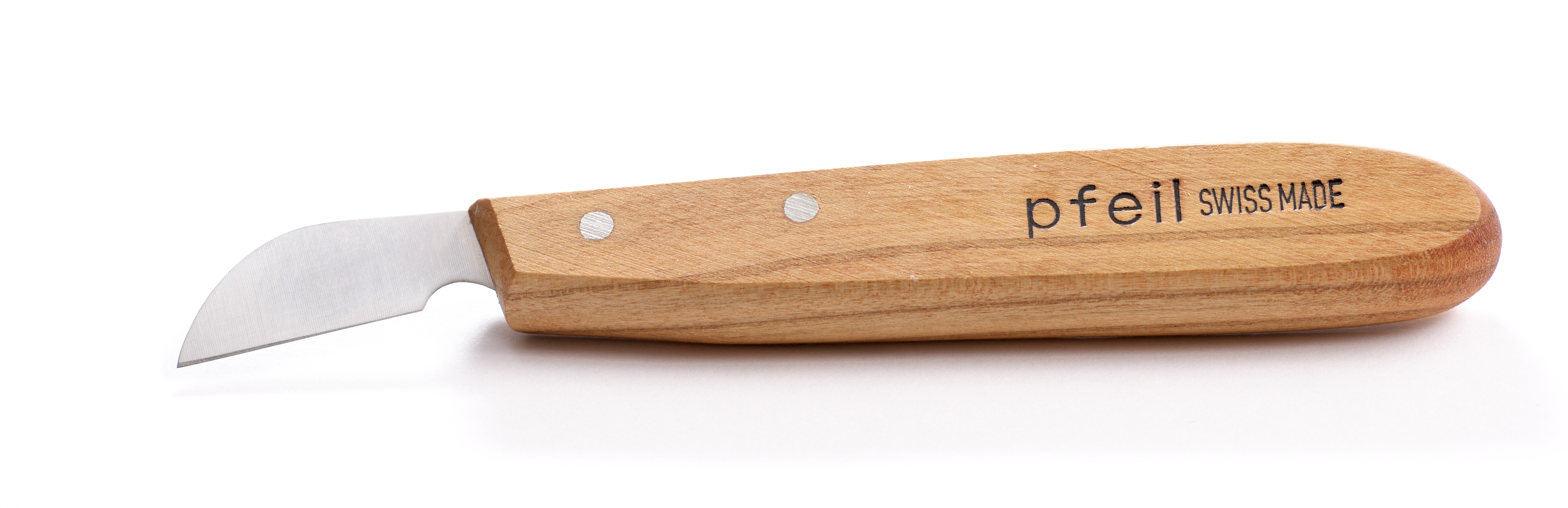
Kerbschnitzmesser

Der Kerbschnitt oder auch das Kerbschnitzen ist eine der ältesten ornamentalen Künste. Sie ist bei vielen Völkern bekannt.
Bereits in grauer Vorzeit ritzte man in Stein oder Holz Ornamente. Diese wurden zur Verzierung an Gebrauchsgegenständen, Dachstühlen und zum Teil auch an heiligen Stätten angebracht.

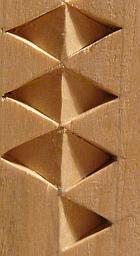
Ansicht Dreischnitt

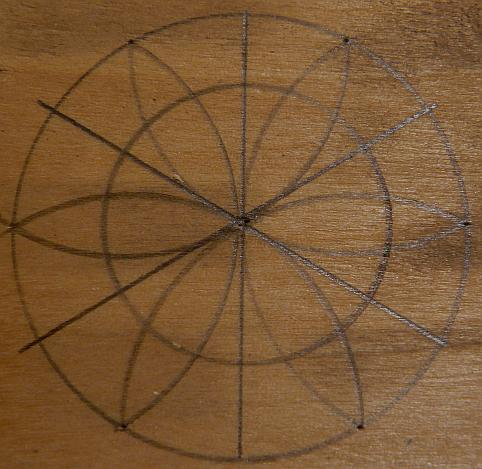
Ansicht einer mit dem Zirkel konstruierten Kerbschnittrosette

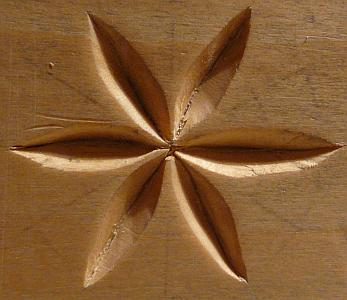
Ansicht Kerbschnittrosette

Beim Kerbschnitzen werden Muster mit Zirkel und Bleistift auf z. B. Holz gezeichnet und anschließend mit scharfen Messern ausgestochen beziehungsweise geschnitten. Es entstehen vertiefte Muster, die durch ihre häufige Wiederholung einen gefälligen Eindruck hinterlassen.
Es werden häufig Hölzer mit gleichmäßiger Maserung verwendet. Es eignet sich Linde, Erle, Birnbaum, feinjährige Fichte und Zirbelkiefer. Hölzer mit starker Maserung eignen sich nicht so gut, da ihre Struktur die Schnitzerei nicht zu Geltung kommen lässt.
Traditionell wird mit einem Kerbschnitzmesser geschnitzt. Dabei handelt es sich um ein Messer mit einer kurzen Klinge. Geschnitzt wird meistens mit einer Hand, wobei der Daumen auf der Schnitzoberfläche abgestützt wird. Die andere Hand hält das Schnitzobjekt.

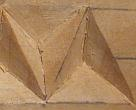
Ansicht Sechsschnitt

Moderne Schnitzer benutzen Bildhauereisen. Damit wird eine bessere Gleichmäßigkeit in der Schnitzerei erreicht. Kerbschnitzereien leben aber durch die kleinen Ungenauigkeiten in der Ausführung.
Zwei der wichtigsten Kerbschnitte sind der sg. Dreischnitt und der Sechsschnitt. Durch Aneinanderreihung dieser Schnitte entstehen verschiedene Muster. Der Dreischnitt entsteht durch zwei senkrechte und einen flachen, horizontalen Aushubschnitt. Alle drei Schnitte treffen sich im tiefsten Punkt.
Beim Sechsschnitt entsteht eine Art umgekehrter Pyramide. Es werden drei senkrechte Schnitte und drei flache horizontale Aushubschnitte gemacht. Alle Schnitte treffen sich in der Mitte, im tiefsten Punkt.
Schnitte wie bei der Kerbschnitzrosette nennt man Schweif- oder Mandelschnitte. Diese können mit einem Kerbschnitzmesser oder einem speziellen Schweifmesser geschnitzt werden.
Mit Hilfe von Kerbschnitten wurden auch Inschriften in Fachwerkhäusern gefertigt. Dazu wurde die Klinge eines Kerbschnitzmessers aus dem Heft entfernt und mit einem neuen längeren Heft versehen. Dieses lange Heft konnte an der Schulter abgestützt werden und man erhielt damit eine bessere Kontrolle über den Schnitt. Solche Schultermesser können in der Schweiz heute noch bezogen werden. 
Fertige Schnitzereien werden meistens mit Wachsen behandelt, da Lackierungen durch ihre Schichtdicke die Schnitzereien unscharf erscheinen lassen. Die Vertiefungen können auch mit Farben eingefärbt werden, wodurch sie stärker hervortreten.
Den Kerbschnitt gibt es auch als Wappenschnitt, so beim Landkreis Dingolfing-Landau.